# Leichtathletik-Weltmeisterschaften 2013/Teilnehmer (Portugal)
| Gelbes Symbol für Goldmedaillen mit stilisierten Olympischen Ringen | Graues Symbol für Silbermedaillen mit stilisierten Olympischen Ringen | Braundes Symbol für Bronzemedaillen mit stilisierten Olympischen Ringen |
| ------------------------------------------------------------------- | --------------------------------------------------------------------- | ----------------------------------------------------------------------- |
| —                                                                   | —                                                                     | —                                                                       |

Die Leichtathletikverband Portugals (Federação Portuguesa de Atletismo) entsandte fünf Teilnehmerinnen und sieben Teilnehmern zu den Leichtathletik-Weltmeisterschaften 2013 in der russischen Hauptstadt Moskau.

## Ergebnisse

### Männer

#### Laufdisziplinen
| Athlet           | Disziplin   | Vorlauf | Vorlauf | Halbfinale | Halbfinale | Finale    | Finale |
| Athlet           | Disziplin   | Zeit    | Platz   | Zeit       | Platz      | Zeit      | Platz  |
| ---------------- | ----------- | ------- | ------- | ---------- | ---------- | --------- | ------ |
| Hermano Ferreira | Marathon    |         |         |            |            | DNF       | DNF    |
| João Vieira      | 20 km Gehen |         |         |            |            | 1:22:05 h | 4      |
| Sérgio Vieira    | 20 km Gehen |         |         |            |            | 1:28:34 h | 40     |
| Pedro Isidro     | 50 km Gehen |         |         |            |            | 3:57:30 h | 28     |

#### Sprung/Wurf
| Athlet       | Disziplin      | Qualifikation | Qualifikation | Finale             | Finale             |
| Athlet       | Disziplin      | Weite/Höhe    | Platz         | Weite/Höhe         | Platz              |
| ------------ | -------------- | ------------- | ------------- | ------------------ | ------------------ |
| Edi Maia     | Stabhochsprung | 5,40 m        | 24            | nicht qualifiziert | nicht qualifiziert |
| Marcos Chuva | Weitsprung     | 7,82 m        | 16            | nicht qualifiziert | nicht qualifiziert |
| Marco Fortes | Kugelstoßen    | 19,38 m       | 16            | nicht qualifiziert | nicht qualifiziert |

### Frauen

#### Laufdisziplinen
| Athletin        | Disziplin   | Vorlauf | Vorlauf | Halbfinale | Halbfinale | Finale       | Finale |
| Athletin        | Disziplin   | Zeit    | Platz   | Zeit       | Platz      | Zeit         | Platz  |
| --------------- | ----------- | ------- | ------- | ---------- | ---------- | ------------ | ------ |
| Ana Dulce Félix | 10.000 m    |         |         |            |            | 32:36,73 min | 13     |
| Ana Cabecinha   | 20 km Gehen |         |         |            |            | 1:29:17 h SB | 8      |
| Inês Henriques  | 20 km Gehen |         |         |            |            | 1:30:28 h    | 11     |
| Vera Santos     | 20 km Gehen |         |         |            |            | 1:31:36 h    | 17     |

#### Sprung/Wurf
| Athletin        | Disziplin  | Qualifikation | Qualifikation | Finale             | Finale             |
| Athletin        | Disziplin  | Weite         | Platz         | Weite              | Platz              |
| --------------- | ---------- | ------------- | ------------- | ------------------ | ------------------ |
| Irina Rodrigues | Diskuswurf | 57,64 m       | 17            | nicht qualifiziert | nicht qualifiziert |